# Сељачка буна 1573. (филм)
Сељачка буна 1573. је југословенски филм снимљен 1975. године по истинитом догађају Хрватско-словеначка сељачка буна. Филм је премијерно приказан 14. новембра 1975. године.

## Кратак садржај
Сељачка буна избија 1573. године. Падају замкови један за другим, победе се нижу а племство је у паници. Али кад се у редове побуњеника увуче сумња и анархија, пораз је неизбежан. Вођа буне је Матија Губец, али је ухваћен и доведен у Загреб, ту је погубљен стављањем на усијани престо са усијаном круном на глави.

## Улоге
| Глумац                   | Улога                            |
| ------------------------ | -------------------------------- |
| Фабијан Шоваговић        | Матија Губец                     |
| Велимир Бата Живојиновић | Илија Грегорић                   |
| Павле Вуисић             | Фрањо Тахи                       |
| Сергио Мимица            | Петар                            |
| Фрањо Мајетић            | гладни глумац                    |
| Зденка Хершак            | Ката Палондра                    |
| Борис Фестини            | Гуска                            |
| Марина Немет             | Регица                           |
| Чарлс Милот              | Јурај Драшковић                  |
| Лојзе Розман             | Гашпар Алапић                    |
| Звонимир Чрнко           | Ван Ховиг                        |
| Ђуро Утјешановић         | Габро Тахи                       |
| Мато Ерговић             | Дворски                          |
| Зденка Трах              | Петрива мајка                    |
| Петар Добрић             | Мартин                           |
| Ацо Јовановски           | Петров отац                      |
| Адем Чејван              | трговац Микула                   |
| Столе Аранђеловић        | Петров стриц                     |
| Заим Музаферија          | Ковачев шегрт                    |
| Владимир Медар           | Ковач                            |
| Сабрија Бисер            | Сеоска луда                      |
| Младен Шермент           | Крвник                           |
| Круно Валентић           | Бојник                           |
| Миодраг Кривокапић       |                                  |
| Миња Николић             |                                  |
| Ивица Кунеј              |                                  |
| Ивица Пајер              | Купинић                          |
| Илија Ивезић             |                                  |
| Едо Перочевић            | Тахијев војник                   |
| Јован Стефановић         | Тахијев војник                   |
| Звонко Стрмац            |                                  |
| Наташа Маричић           | Бара, Петрова сестра             |
| Звонимир Торјанац        |                                  |
| Јосип Грозај             |                                  |
| Фахро Коњхоџић           |                                  |
| Емил Глад                | Читач прогласа прије круњења     |
| Бранко Лустиг            |                                  |
| Ана Херцигоња            | Госпођа властелинка              |
| Рикард Брзеска           | Сељак којег портретира Ван Ховиг |
| Златко Омербеговић       |                                  |
| Јосип Мароти             |                                  |
| Синиша Старешина         |                                  |
| Младен Васари            | Ван Ховигов преводитељ           |

## Фестивали
Филм „Сељачка буна 1573.“ на Филмском фестивалу у Пули 1976. године награђен је:
- Златна арена за камеру (Бранко Блажина)
- Музика (Алфи Кабиљо)
- Диплома жирија за маску Берти Меглич
- Диплома жирија за монтажу
- Ниш 1976 — Награда Народних новина Фабијану Шоваговићу за културу говора.
- Кан 1976 — програм петнаест дана аутора.
- Сао Пауло 1977 — трећа награда жирија.